# Peter Kaumba
Peter Kaumba, né le 31 mars 1958 à Kitwe, est un ancien footballeur zambien reconverti entraîneur. Il est élu meilleur ailier de la CAN 1982, lors de laquelle la Zambie termine troisième, Kaumba étant son meilleur joueur et son meilleur buteur. La carrière de Kaumba s'arrête prématurément à cause de blessures en 1984, et il se reconvertit au poste d'entraîneur, prenant en charge plusieurs clubs zambiens.

## Biographie

### Jeunesse
Kaumba est né à Kitwe où son père White Kaumba était mineur. Il supporte Rhokana United (aujourd'hui Nkana FC) lorsqu'il est enfant et son héros est Godfrey « Ucar » Chitalu. Kaumba fréquente les écoles primaires Wusakile et Misheshi et fait ses études secondaires à la Kitwe Boys Secondary School (en), qu'il termine en 1976. Il jouait en tant qu'ailier gauche, mais aussi occasionnellement en tant que gardien de but pendant ses années de formation.

### Carrière en club
En 1971, Kaumba rejoint l'équipe amateur d'UBZ, sponsorisée par la United Bus Company of Zambia. Il a également joué dans le championnat scolaire lorsqu'il était à Kitwe Boys.
En 1975, il rejoint Mindola United qu'il aide à monter en Division I. La saison suivante, le club remporte le championnat de Division II et Kaumba est son meilleur buteur avec 39 buts. Après une saison en première division, Mindola est rétrogradé et Kaumba décide de rejoindre les vainqueurs de Division III en 1977, Power Dynamos, où il va avoir un impact énorme.
Il aide les Dynamos à être promus en première division en remportant le titre, n'ayant passé qu'une saison en Division II. Il remporte son premier trophée lors d'une victoire 7-6 aux tirs au but sur Ndola United dans le cadre de l'Independence Cup en octobre 1979.
L'année suivante, Alex Chola rejoint les Dynamos et forme avec Kaumba l'un des partenariats offensifs les plus efficaces du football zambien. Les Dynamos, surnommés « un bébé né avec les dents », conservent la Independence Cup grâce à une victoire 2-0 sur les Green Buffaloes. Kaumba marque le premier but à la deuxième minute du match, mais doit sortir prématurément à cause d'une luxation cinq minutes après le début de la seconde période.
Bien que milieu de terrain offensif, Kaumba est un buteur prolifique. Il peut utiliser son pied gauche avec la même efficacité que son pied droit, ce qui s'explique par le fait qu'il s'est entraîné à tirer du pied gauche dès son enfance. Cela lui permet d'évoluer sans problème sur l'aile droite et sa taille est un avantage lorsqu'il s'agit de reprendre le ballon de la tête sur les coups de pied arrêtés.
Surnommé « Abaleya » – une expression populaire utilisée par les conducteurs de mini-bus de la Copperbelt pour attirer les clients et qui signifient « ceux qui partent » - Kaumba rend le maillot n° 11 célèbre. On l'appelait aussi « Africa » après ses exploits à la CAN et on le comparait à la star galloise John Toshack. En 1982, les Dynamos font un bon parcours en Coupe d'Afrique des vainqueurs de coupe avec le rapide et explosif Kaumba qui y joue un rôle-clé. Ils atteignent la finale mais s'inclinent face à l'équipe égyptienne Arab Contractors. Kaumba devient le meilleur buteur du championnat avec 35 buts en club et en sélection, devançant d'une unité son coéquipier Chola, et reçoit le titre de footballeur de l'année, ainsi que le trophée de sportif de l'année. À ce jour, il est le seul homme à avoir remporté ces trois prix au cours de la même saison.
Il est également finaliste du titre de footballeur africain de l'année, remporté par le gardien camerounais Thomas N'kono. Sous le maillot des Dynamos, Kaumba remporte le championnat, la Coupe de l'Indépendance et la Coupe des champions. Il fait également partie de l'équipe des Dynamos qui remporte la Coupe Rothman en 1983 en Côte d'Ivoire. La même année, l'entraîneur polonais de la Zambie Wiesław Grabowski décrit Kaumba et Chola comme des joueurs de classe mondiale qui ont le potentiel pour jouer dans n'importe quelle équipe de première division en Europe et observe que Kaumba est un joueur courageux qui utilise sa vitesse, bien qu'il ait tendance à jouer défensivement à certains moments. En 1983, Kaumba participe avec succès à des essais avec le club français de deuxième division de l'AS Cannes, mais alors que des négociations contractuelles étaient en cours, son agent lui a fait part d'une « meilleure offre » en Côte d'Ivoire et lui a conseillé de signer. En décembre de la même année, Kaumba et Chola ont donc signé des contrats de trois ans avec le club ivoirien d'Africa Sports. Le duo est efficace, mais leur passage ne dure que sept mois en raison du retrait d'un important sponsor du club. Les deux joueurs reviennent pour aider les Dynamos à remporter leur premier titre de champion en 1984. En août, Kaumba subit une lésion des ligaments du genou lors de la demi-finale de la Coupe de l'indépendance contre les Kabwe Warriors au stade Kafubu de Luanshya, ce qui l'oblige à prendre sa retraite sportive. Bien qu'il ait été opéré, les médecins lui conseillent d'arrêter, un mois avant son 27e anniversaire.

### Carrière internationale
Kaumba est sélectionné en équipe de Zambie par Brian Tiler, et il fait forte impression lors de ses débuts en marquant un but à la dernière minute lors d'un match de qualification pour la Coupe d'Afrique des Nations contre le Malawi, le 15 avril 1979 à Blantyre, lors d'une victoire 2-0 après l'ouverture du score de Chitalu.
Un mois avant les Jeux olympiques de 1980 à Moscou, Kaumba se blesse lors d'un match amical contre le Zimbabwe à Lusaka, ce qui lui fait manquer le tournoi. En août 1981, Kaumba marque un but crucial qui qualifie la Zambie pour la Coupe d'Afrique des Nations 1982 lors d'une victoire 2-0 contre le Maroc, la Zambie étant victorieuse 3-2 sur l'ensemble des deux matchs. Kaumba est le meilleur de la Zambie lors du tournoi, marquant trois buts (Nigeria, Libye et Algérie), un de moins que le meilleur buteur du tournoi, le ghanéen George Alhassan. Il est nommé dans le meilleur onze du tournoi par un panel de journalistes sportifs africains. Plus tard dans l'année, Kaumba marque un doublé lors de la victoire 5-3 de la Zambie contre l'Égypte au Caire pour remporter le tournoi du Jubilé d'argent de la CAF.
Il marque à nouveau contre l'Égypte lors d'un match de qualification pour les Jeux olympiques à Lusaka le 9 octobre 1983, lors d'une victoire 1-0 grâce à un but tardif sur un coup franc de Chola, bien que la Zambie perde le match retour 2-0 au Caire. Kaumba abandonne le football lorsque sa carrière est interrompue par une grave blessure au genou à la fin de l'année 1984, et se lance dans une carrière d'entraîneur.

### Carrière d'entraîneur
À la fin de sa carrière, Kaumba se concentre sur son travail à la ZCCM Power Division, dans la section comptable, jusqu'à ce qu'il soit nommé entraîneur adjoint d'Alex Chola aux Dynamos en 1988, poste qu'il occupe jusqu'en 1989, date à laquelle on lui confie l'équipe de jeunes du club. En 1994, la Fédération de Zambie (FAZ) l'engage en tant qu'entraîneur adjoint de l'équipe nationale des moins de 20 ans.
Lorsque l'entraîneur des Dynamos, Webby Chilufya, est limogé à la fin de la saison 1996, la direction de l'équipe cherche à recruter Fighton Simukonda, mais n'ayant pas réussi à le débaucher au Konkola Blades F.C, elle fait appel à Kaumba pour diriger le club en tant qu'entraîneur principal. Nommé au début de l'année 1997, il conduit les Dynamos au titre de champion après avoir été en tête du classement de la première à la dernière journée de la saison. L'année suivante, il est démis de ses fonctions après seulement quatre mois, les joueurs des Dynamos ayant exprimé leur mécontentement après avoir été exclus du programme d'accession à la propriété de la ZCCM Power Division, la direction du club ayant accusé Kaumba d'avoir soutenu les joueurs.
Il continue à occuper le poste d'entraîneur adjoint de l'équipe nationale des moins de 20 ans et fait partie du staff de l'équipe de Zambie lors du Championnat d'Afrique junior et de la Coupe du monde des jeunes en 1999, sous la direction de Patrick Phiri.
Lorsque les Green Buffaloes luttent pour se maintenir après leur retour en première division en 1999, ils engagent Kaumba pour remplacer George Chikokola, et parviennent à éviter la relégation. En 2000, il conduit les Buffaloes en finale de la Mosi Cup, qu'ils perdent 7-6 aux tirs au but face à Nkana. Il a également conduit les Buffaloes à la 6e place.
La saison suivante, Kaumba est contre toute attente mis à l'écart et remplacé par Guston Mutobo. À la mi-juin, les Buffaloes occupaient la deuxième place avec sept victoires, un match nul et trois défaites après onze matchs. Kaumba étant très proche de son effectif, son départ à incité un certain nombre de joueurs à vouloir quitter les Buffaloes. En septembre, l'équipe se retrouve à la huitième place du classement avec une seule victoire en neuf matchs de championnat, ce qui entraîne le licenciement de l'homme qui s'était passé des services de Kaumba, le lieutenant-colonel Dan Chambaila, et de Mutobo, ce qui entraîne le retour de Kaumba. Ce dernier se dit heureux de cette décision, et déclare que ce n'est qu'une question de travail et d'investissement, et que tout ce qu'il fallait, c'était de stimuler les joueurs.
En mai 2002, Kaumba démissionne des Buffaloes six semaines à peine après le début de la nouvelle saison, apparemment sous la pression des supporters après la défaite de l'équipe contre le modeste club de Zamsure à Lusaka. Le club est déçu de son départ, mais déclare qu'il ne l'empêcherait pas.
Il prend les rênes de Kitwe United lors du retour du club en première division 25 ans après son dernier passage, et il conduit à l'équipe à la 7e place à la fin de la saison. Deux saisons plus tard, Kaumba remporte la finale de la BP Top 8 Cup en s'imposant 1-0 face au favori Zanaco à Lusaka, mettant ainsi fin à une disette de 35 ans. Kaumba est également entraîneur de l'équipe nationale des moins de 23 ans, qu'il emmène en demi-finale des Jeux africains de 2003 à Abuja, au Nigeria, avec une équipe talentueuse composée de joueurs tels que Christopher Katongo, Kennedy Mweene, Stoppila Sunzu, Kalililo Kakonje, Isaac Chansa et Collins Mbesuma. Il est également nommé entraîneur adjoint de l'équipe nationale senior sous la direction de Patrick Phiri.
Kaumba a l'occasion d'entraîner le club tanzanien de Simba S.C., mais il décline l'offre car elle ne répond pas à ses attentes.
Lorsque United descend en Division II en 2006, Kaumba rejoint Zamtel, nouvellement promu, l'année suivante, mais avec seulement six points en onze matchs, son contrat est résilié alors que l'équipe se trouve en bas du classement. Au cours de son mandat, Kaumba rencontre beaucoup de difficultés et, à plusieurs reprises, les dirigeants du club ont acheté des joueurs sans avoir son accord.
Il se concentre sur son poste à la tête de l'équipe nationale des moins de 23 ans, mais la Zambie s'incline face à la Côte d'Ivoire lors de la qualification pour les Jeux olympiques de Pékin 2008. Il conduit à nouveau l'équipe en demi-finale des Jeux africains de 2007 en Algérie. L'année suivante, il prend temporairement en charge l'équipe zambienne du CHAN lors des matchs de qualification contre le Swaziland et le Botswana. Il entraîne les Konkola Blades en 2009, mais démissionne au bout de six mois après avoir été confronté à des divergences avec la direction, et après plusieurs mois sans percevoir son salaire.
Lorsque NAPSA Stars monte en FAZ Premier League en 2011, Kaumba devient l'entraîneur adjoint de Patrick Phiri. En octobre 2012, Phiri est mis à l'écart et Kaumba prend les rênes en tant qu'entraîneur intérimaire, et remporte la Barclays Cup aux tirs au but 4-2 après un match nul 4-4.
L'année suivante, NAPSA flirte avec la relégation et termine à la saison à une place et trois points au-dessus de la zone de relégation. À la fin de la saison, Kaumba quitte son poste d'entraîneur dans ce que le club a appelé une « séparation à l'amiable »'.

## Vie personnelle
Kaumba est veuf après la mort de sa femme en 2001. Il a trois enfants - Jennings, Womba et Charles.

## Palmarès

### Joueur
- Champion de Zambie : 1984
- Champion de deuxième division : 1976, 1978
- Independence Cup : 1979, 1980
- Champion of Champions : 1980, 1981
- Rothmans Cup : 1983

#### Zambie
- Jubilé d'argent de la CAF
- Troisième de la Coupe d'Afrique des nations 1982 avec l'équipe de Zambie

### Entraîneur
- Champion de Zambie : 1997
- BP Top 8 Cup : 2004
- Barclays Cup : 2012

### Individuel
- Footballeur zambien de l'année : 1982
- Meilleur buteur du championnat de Zambie : 1982
- Sportif zambien de l'année : 2+93
- Deuxième footballeur africain de l'année : 1982